# コマル・ナータ
コマル・ナータ（Komal Nahta、1964年4月30日 - ）は、インドの映画批評家。コイモイの編集者として活動するほか、テレビの映画批評番組の司会も務めている。映画プロデューサーのラームラージ・ナータの息子で、映画批評家のタラン・アダルシュは従兄弟に当たる。

## キャリア
CNBCアワーズ、スターTV、ジーTV、B4Uネットワーク、ニューデリー・テレビジョン、ズーム、ドゥールダルシャンで活動しており、10年間BBCのボリウッド関連ニュースを担当していた。インド産業開発銀行の映画融資部門顧問も務めている。また、公認会計士の資格も有しており、映画を財務的な面から批評することを得意としている。

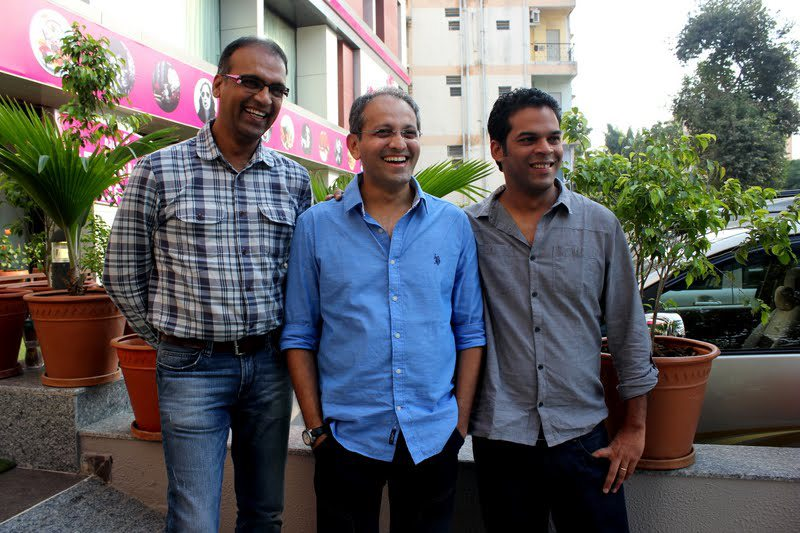
左からコマル・ナータ、ラジェシュ・マプスカル、ヴィクラマディティヤ・モトワニ（2012年）

200年5月にはシャー・ルク・カーン、カラン・ジョーハルと共同で映画雑誌『フィルム・ストリート・ジャーナル』を創刊した。2010年4月26日にタラン・アダルシュの後任としてETCボリウッド・ビジネス、 ジー・シネマの司会者に就任した。同番組では映画批評や映画業界の関係者との対談を放送している。